# احمد ابراهیم زکریا
احمد ابراهیم زکریا (انگلیسی: Ahmed M. Ibrahim؛ زادهٔ N/A) یک ورزشکار است.
از باشگاه‌هایی که در آن بازی کرده‌است می‌توان به باشگاه ورزشی زمالک اشاره کرد.